# Orphan 55
Orphan 55 es el tercer episodio de la duodécima temporada moderna de la serie británica de ciencia ficción Doctor Who, emitido originalmente el 12 de enero de 2020 por BBC One. Fue escrito por Ed Hime y dirigido por Lee Haven Jones.
El episodio está protagonizado por Jodie Whittaker como la Decimotercer Doctor, junto a Bradley Walsh, Tosin Cole y Mandip Gill como sus compañeros Graham O'Brien, Ryan Sinclair y Yasmin Khan respectivamente.

## Sinopsis
La Doctor, Graham, Ryan y Yaz son teletransportados al Tranquility Spa para una estadía de dos semanas con todo incluido, siendo recibidos por la anfitriona Hyph3n. Cuando Ryan recupera un bocadillo de una máquina expendedora, se infecta con un virus Hopper, que la Doctor puede extraer de él. Mientras se recupera, conoce a otra de las huéspedes, Bella. Mientras tanto, se produce la apertura de una brecha en los límites del Spa y se pide a los invitados que se reúnan para un simulacro. La Doctor convence a Hyph3n para que le dé acceso al "armario de lino", que en realidad es una sala de seguridad con un arsenal, donde se encuentran con Kane. La Doctor comienza a sospechar, luego de descubrir que se necesita una membrana iónica para proteger al spa. Las criaturas que irrumpieron en el spa comienzan a matar invitados. Para empeorar las cosas, el virus Hopper también llega a los sistemas internos del spa, deshabilitando los teletransportes y las cámaras de seguridad.
Los sobrevivientes restantes, el mecánico del spa Nevi, su hijo Sylas y una anciana, Vilma, se encuentran en el "armario de lino", pero Vilma nota que Benni, su pareja, ha desaparecido. La Doctor construye una nueva membrana iónica desde cero para expulsar a las criaturas. Ahora a salvo, Kane identifica a las criaturas como los Dregs locales. Se revela que el spa no es verdadero, sino un lugar diseñado para parecerse a unas vacaciones pero en un entorno fabricado. El sistema del spa, que rastrea a todos los invitados, muestra a Benni fuera del spa, por lo que los sobrevivientes salen a rescatarlo. Desde el vehículo, el grupo ve la desolación inhabitable del planeta huérfano en el que se encuentran, conocido como Huérfano 55. El vehículo queda atrapado en una trampa Dreg y los Dregs lo rodean, manteniendo a Benni como rehén. El grupo corre hacia un túnel de servicio cercano, pero los Dregs matan a Hyph3n y Kane mata a Benni.
En el túnel, Bella revela que ella es la hija de Kane, a quien este última descuidó para construir el spa. Bella escapa con Ryan a través del teletransportador, mientras que los otros se ven obligados a continuar más lejos hacia las escaleras mientras los Dregs entra en el túnel. Después de que la Doctor, Yaz y Graham descubren un signo oxidado escrito en ruso, deducen que Huérfano 55 es en realidad la Tierra después de que fue devastada por el cambio climático global y la guerra nuclear ocurrida en un año desconocido. Vilma se sacrifica para darle al grupo más tiempo para escapar. Al atravesar un nido Dreg, la Doctor descubre que los Dregs son humanos mutados que sobrevivieron a las consecuencias. Kane se queda atrás para darle al grupo más tiempo para escapar. Bella reanuda su plan para destruir el spa por ira hacia su madre. Mientras los Dregs rodean el spa para atacar, el grupo repara el teletransportador y logra evacua con seguridad, dejando a Bella y Kane atrás para luchar contra los Dregs. De vuelta en la TARDIS, el grupo se angustia por el futuro de la Tierra. La Doctor les dice que si bien esta línea de tiempo es solo una posibilidad, no puede prometer que no se cumplirá; la humanidad puede hacer un cambio positivo o aceptar su destino y terminar como los Dregs.

## Producción

### Desarrollo
Orphan 55 fue escrito por Ed Hime, quien escribió el penúltimo episodio de la temporada anterior, It Takes You Away.

### Casting
Se reveló que James Buckley aparecía en junio de 2019 como Nevi. En diciembre de 2019, Laura Fraser fue anunciada como estrella invitada. El elenco adicional se anunció en la revista Doctor Who Magazine #547 a principios de enero de 2020.

### Filmación
Lee Haven Jones dirigió el segundo bloque, que comprendía el segundo y el tercer episodio. Orphan 55 se filmó en Tenerife, incluyendo al Auditorio de Tenerife para las tomas exteriores del Tranquility Spa y el área alrededor del volcán inactivo Teide para el árido páramo.

## Difusión y recepción

### Calificaciones
Orphan 55 fue visto por 4,19 millones de espectadores durante la noche, lo que lo convierte en el quinto programa más visto del día en el Reino Unido. El episodio tuvo una puntuación en el Índice de Apreciación del Público de 77, el más bajo desde Love & Monsters de 2006 y Sleep No More de 2015, episodios que recibieron una puntuación de 76 y 78 respectivamente.
El episodio recibió un total oficial de 5,38 millones de espectadores en todos los canales del Reino Unido.

### Recepción crítica
El episodio tiene un índice de aprobación del 47% en Rotten Tomatoes y un promedio de 5,8/10 basado en 15 revisiones. El consenso crítico del sitio web dice:

Aunque Orphan 55 sufre demasiado, el corazón del activista climático está definitivamente en el lugar correcto.